# Cour d'appel d'Agen
La cour d'appel d'Agen connaît des affaires jugées par les juridictions de son ressort qui s'étend sur les départements du Gers, du Lot et de Lot-et-Garonne.

## Histoire
La cour d'appel d'Agen a été créée en 1804 sous l'Empire et était à l'origine plus grande que celle de Toulouse. C'est grâce à l'entremise de Jean-Girard Lacuée, né à Hautefage-la-Tour, ministre de Napoléon que l'on doit sa création. À l'origine Joachim Murat, beau-frère de Napoléon, et originaire de Labastide-Murat, dans le département du Lot, aurait voulu l'installer à Cahors.

## Tribunaux du ressort
| -              | 3 tribunaux judiciaires | 7 tribunaux de proximité               | 3 conseils de prud'hommes | 3 tribunaux de commerce |
| Gers           | - Auch                  | - Auch - Condom                        | - Auch                    | - Auch                  |
| Lot            | - Cahors                | - Cahors - Figeac                      | - Cahors                  | - Cahors                |
| Lot-et-Garonne | - Agen                  | - Agen - Marmande - Villeneuve-sur-Lot | - Agen                    | - Agen                  |

## Organisation

### Premiers présidents
- Stéphane Brossard, conseiller à la Cour de cassation[2] (depuis le 12 avril 2019[3])

### Procureurs généraux
- Patrick Mathé, inspecteur général de la justice[2]

## Personnalités liées à la cour d'appel d'Agen
- Hélène Gerhards